# Sowjetarmee-Pokal 1958/59
Der Sowjetarmee-Pokal 1958/59 war die 19. Austragung des Pokalwettbewerbs im Fußball in Bulgarien. Pokalsieger wurde FD Lewski Sofia. Das Team setzte sich im Finale gegen DFS Spartak Plowdiw durch.

## Modus
In allen Runden wurde der Sieger in einem Spiel ermittelt. Stand es nach der regulären Spielzeit von 90 Minuten unentschieden, kam es zur Verlängerung von zweimal 15 Minuten. Falls danach immer noch kein Sieger feststand, wurde das Spiel wiederholt.

## Teilnehmer
| - Akademik Sofia - Arda Kardschali - DFS Beroe Stara Sagora - ASK Botew Plowdiw - Botew Burgas - FC Botew Wraza - DFS Christo Karpatschew Lowetsch - FD Dunaw Russe - Etar Weliko Tarnowo | - FK General Saimow Sliwen - FD Lewski Sofia - DFS Lokomotive Plowdiw - FD Lokomotive Sofia - Ludogorez Rasgrad - DFS Marek Stanke Dimitrow - Minjor Breschani - Minjor Dimitrowo | - FD Slawia Sofia - DFS Spartak Plewen - DFS Spartak Plowdiw - Spartak Warna - Dimitar Burkow Targowischte - SD Tscherno More Warna - Wichar Tolbuchin - ZDNA Sofia |

## 1. Runde
|                        | Ergebnis  |                             |
| ---------------------- | --------- | --------------------------- |
| FD Slawia Sofia        | 4:1       | SD Tscherno More Warna      |
| Ludogorez Rasgrad      | 2:1       | DFS Beroe Stara Sagora      |
| FD Lokomotive Sofia    | 7:1       | Dimitar Burkow Targowischte |
| DFS Spartak Plewen     | 6:0       | Minjor Breschani            |
| FC Botew Wraza         | 0:1       | FD Lewski Sofia             |
| DFS Lokomotive Plowdiw | 1:0       | Arda Kardschali             |
| Etar Weliko Tarnowo    | 3:2       | Wichar Tolbuchin            |
| ZDNA Sofia             | 0:2       | ASK Botew Plowdiw           |
| Minjor Dimitrowo       | 0:0 n. V. | DFS Spartak Plowdiw         |

### Wiederholungsspiel
|                  | Ergebnis |                     |
| ---------------- | -------- | ------------------- |
| Minjor Dimitrowo | 0:1      | DFS Spartak Plowdiw |

## Achtelfinale
|                                  | Ergebnis  |                          |
| -------------------------------- | --------- | ------------------------ |
| FD Lokomotive Sofia              | 1:0       | FD Slawia Sofia          |
| FD Lewski Sofia                  | 4:0       | DFS Lokomotive Plowdiw   |
| ASK Botew Plowdiw                | 2:1 n. V. | FD Dunaw Russe           |
| DFS Christo Karpatschew Lowetsch | 0:6       | DFS Spartak Plewen       |
| Ludogorez Rasgrad                | 2:3       | Spartak Warna            |
| Botew Burgas                     | 3:1       | Etar Weliko Tarnowo      |
| DFS Marek Stanke Dimitrow        | 2:3 n. V. | FK General Saimow Sliwen |
| DFS Spartak Plowdiw              | 4:1       | Akademik Sofia           |

## Viertelfinale
|                       | Ergebnis |                     |
| --------------------- | -------- | ------------------- |
| DFS Spartak Plewen    | 1:0      | ASK Botew Plowdiw   |
| General Saimow Sliwen | 0:2      | DFS Spartak Plowdiw |
| Spartak Warna         | 1:0      | Botew Burgas        |
| FD Lewski Sofia       | 3:2      | FD Lokomotive Sofia |

## Halbfinale
|                     | Ergebnis  |                    |
| ------------------- | --------- | ------------------ |
| FD Lewski Sofia     | 2:1       | Spartak Warna      |
| DFS Spartak Plowdiw | 2:2 n. V. | DFS Spartak Plewen |

### Wiederholungsspiel
|                     | Ergebnis |                    |
| ------------------- | -------- | ------------------ |
| DFS Spartak Plowdiw | 1:0      | DFS Spartak Plewen |

## Finale
| Paarung             | FD Lewski Sofia – DFS Spartak Plowdiw |
| Ergebnis            | 1:0 (0:0) |
| Datum               | 2. Mai 1959 |
| Stadion             | Wassil-Lewski-Stadion, Sofia |
| Zuschauer           | 40.000 |
| Schiedsrichter      | Antonín Ružička ( Tschechoslowakei) |
| Tore                | 1:0 Pejo Peew (73.) |
| FD Lewski Sofia     | Iwan Derwenzki – Pawel Wassilew, Blagoj Filipow, Boris Apostolow – Jontscho Arsow , Iwan Georgiew, Stefan Abadschiew – Christo Iliew, Georgi Sokolow, Dimitar Jordanow, Aleksandar Kostow (46. Pejo Peew) Cheftrainer: Georgi Patschedschiew |
| DFS Spartak Plowdiw | Wassil Stojnow – Iwan Iwanow , Iwan Manolow, Atanas Manolow (46. Georgi Botew) – Dimitar Dimow, Georgi Statew, Boschidar Mitkow, Dimitar Wassilew – Zonjo Stojnow, Michail Duschew, Najden Najdenow Cheftrainer: Georgi Botew                |